# Joseph Tsong Huaide
Joseph Tsong Huaide, auch Joseph Zong Huaide (* 5. März 1920 oder im Jahr 1922 in Wuguanfang, Shaanxi, Republik China; † 5. Januar 2021 in der Volksrepublik China) war ein römisch-katholischer Bischof des Bistums Sanyuan. Vor seinem Tod war er vermutlich für einen Monat der älteste lebende Bischof der römisch-katholischen Kirche.

## Leben
Joseph Tsong Huaide wurde als viertes von fünf Kindern einer katholischen Familie geboren und wuchs mit seinen Eltern, den drei älteren Brüdern und einer jüngeren Schwester in Wuguanfang auf. 1935 trat er in das Kleine Seminar von Tongyuanfang ein, wo er Theologie studierte. Nach seiner Priesterweihe am 5. Juni 1949 wirkte Huaide als Pfarrer in Fuping und Tongyuanfang. Das Aufkeimen der chinesischen Kulturrevolution führte zu einer schweren Kirchenverfolgung durch das kommunistische Regime, das sein Wirken als Priester und Seelsorger zunehmend unterdrückte. 1961 verbot die Kommunistische Partei Chinas Huaide, sein Priesteramt weiter auszuüben; 1965 verurteilte ihn ein Schauprozess zu vierzehn Jahren Haft, woraufhin Huaide als politischer Häftling in einem Umerziehungslager und in den Zwangsarbeitslagern von Sanyuan, Xian, Baoji und Yanan interniert wurde.
1980 freigelassen, kehrte er zu seiner Pfarrstelle nach Tongyuanfang zurück. 1985 ernannte ihn Papst Johannes Paul II. heimlich zum Bischof von Sanyuan, nachdem er bereits seit 1983 das Bistum als Apostolischer Administrator geleitet hatte. Die Bischofsweihe empfing er am 9. August 1987 durch Bischof Lucas Li Jing-feng aus dem Bistum Fengxiang in Tongyuan. Fortan wirkte Huaide als Untergrundbischof der offiziell verbotenen römisch-katholischen Kirche Chinas. Um die Priesterausbildung in seinem Bistum zu gewährleisten, erwirkte Huaide 1992 vom kommunistischen Regime die Anerkennung seiner Bischofsweihe. Am 23. Dezember 1997 erhielt er die Erlaubnis, nach Italien zu reisen, wo er Johannes Paul II. in Audienz traf. Am 24. Juni 2010 akzeptierte Papst Benedikt XVI. sein Rücktrittsgesuch als Bischof von Sanyuan. Nach anderen Quellen resignierte er bereits 2003 unter Johannes Paul II.
1997 weihte Huaide John Bai Ningxian, 2010 Joseph Han Yingjin zu Bischöfen. Als Mitkonsekrator war Huaide an der Bischofsweihe von Francis Tong Hui (1994) und Anthony Dang Mingyan (2005) beteiligt.
Joseph Tsong Huaide hatte einen Namensvetter (1928–1997), der bis 1997 Bischof von Shandong und zugleich Präsident der Chinesischen Katholisch-Patriotischen Vereinigung war.
Seit dem Tod von Damián Iguacén Borau am 24. November 2020 war er vermutlich der älteste lebende katholische Bischof weltweit.